# Beinhausen
Beinhausen település Németországban, Rajna-vidék-Pfalz tartományban. Lakosainak száma 88 fő (2023. december 31.).

## Népesség
A település népességének változása:
| Lakosok száma | 87   | 77   | 84   | 90   | 90   | 88   |
|               | 1975 | 2017 | 2019 | 2021 | 2022 | 2023 |